# Stubbs Cay
Stubbs Cay est une des îles Caïcos dans le territoire des îles Turks-et-Caïcos.